# Lånan

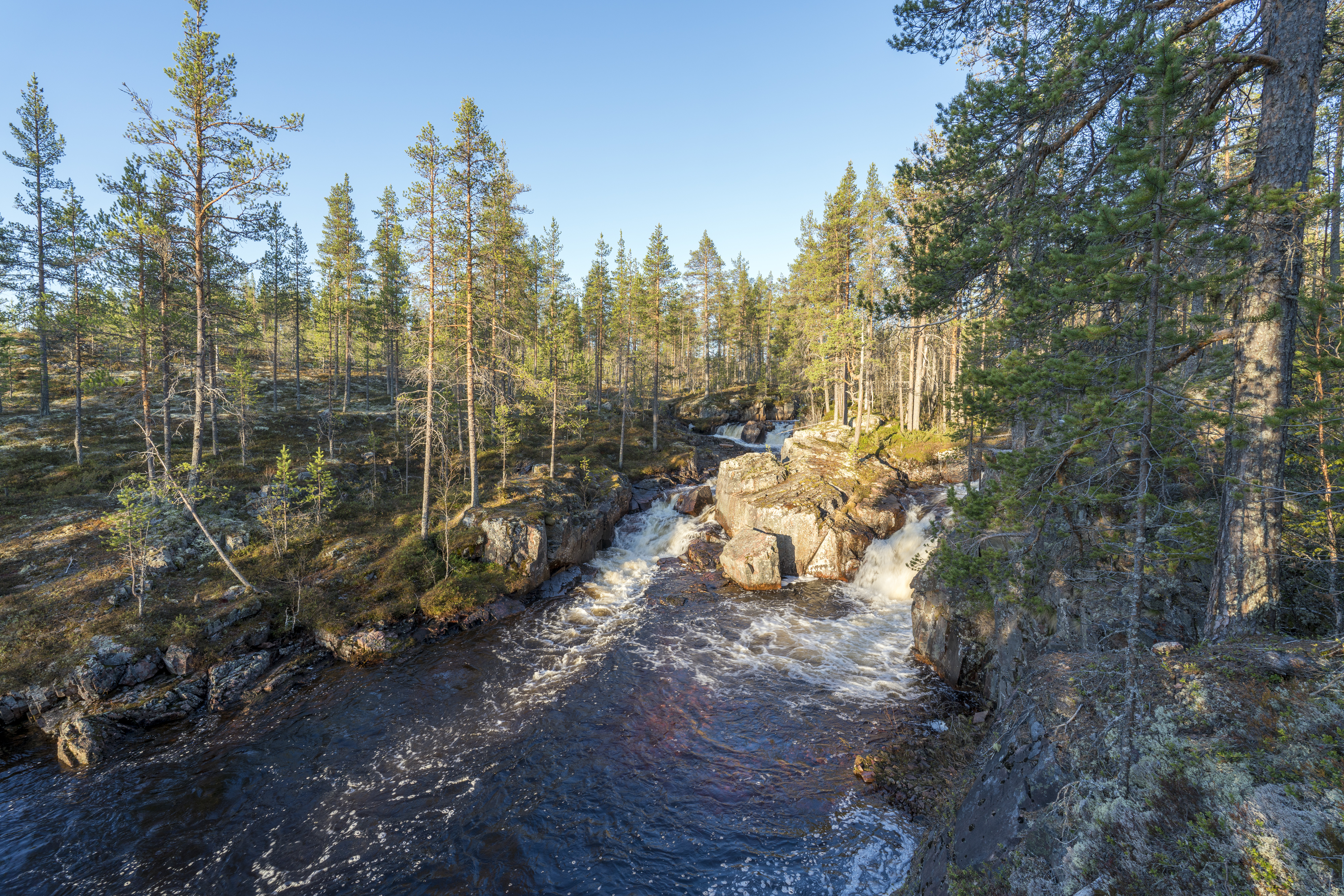
Vattenfall i Lånan 250 meter innan sammanflödet med Rotnen.

Lånan är ett vattendrag i södra Härjedalen och nordvästra Dalarna. Den är ett högerbiflöde till Rotälven (Rotnen) och har en längd på cirka 20 kilometer. Lånan rinner upp cirka 3 kilometer norr om Stora Höktanden (785 meter över havet) och strömmar först åt söder mot Slängbodsåsen och sedan rakt österut mot Rotälven, där den mynnar vid Lånus (Lånos). Vattnet fortsätter därefter genom Rotälven, Österdalälven och Dalälven innan det når havet.